# ماركوس هينتون
ماركوس هينتون (بالإنجليزية: Marcus Hinton)‏ هو لاعب كرة قدم أمريكية أمريكي، ولد في 27 ديسمبر 1971 في ويغينز في الولايات المتحدة.

## وصلات خارجية
- ماركوس هينتون على موقع كلية كرة السلة في سبورتس رفرنس.كوم (الإنجليزية)
- ماركوس هينتون على موقع مرجع كرة القدم المحترفة.كوم (الإنجليزية)
- ماركوس هينتون على موقع JustSportsStats.com (الإنجليزية)